# Eutardigrada
Eutardigrada (лат.) — класс тихоходок. Главным образом, пресноводные, но некоторые виды вторично приспособились к морским условиям обитания (Halobiotus). Коготки со слитыми первичной и вторичной ветвями, очень редко коготки редуцированы или отсутствуют. На голове нет придатков (усиков) и покровы эластичные. Часть видов способны временно жить в очень сухих условиях. Описано более чем 700 видов.
Отряд Apochela включает единственное семейство Milnesiidae с двумя родами: Milnesium и Limmenius. Вид Milnesium tardigradum встречается повсеместно и это один из крупнейших видов тихоходок, который может достигать в длину 1,4 мм; сходные ископаемые виды найдены в меловом янтаре. Рот этих хищников имеет широкое отверстие, поэтому они могут поедать коловраток и крупных простейших одноклеточных. Другие Eutardigrada принадлежат к отряду Parachaela.
В 2019 году было предложено выделить Apochela в отдельный четвёртый класс тихоходок Apotardigrada, но уже в 2021 году выражены сомнения в статусе Apotardigrada. 

## Классификация
Источники: Bertolani et al., 2014; Cesari et al., 2016; Guidetti et al, 2016; Vecchi et al., 2016.
- Отряд Apochela Schuster et al., 1980 (или отдельный класс Apotardigrada)[1]
  - Milnesiidae Ramazzotti, 1962
- Отряд Parachaela Schuster et al., 1980
  - Надсемейство Eohypsibioidea Bertolani & Kristensen, 1987
    - Eohypsibiidae[13]

  - Надсемейство Hypsibioidea Pilato, 1969
    - Calohypsibiidae
    - Hypsibiidae
    - Microhypsibiidae
    - Ramazzottidae

  - Надсемейство Macrobiotoidea Thulin, 1928
    - † Beornidae Cooper, 1964 (? incertae sedis)
    - Macrobiotidae Thulin, 1928
    - Murrayidae Guidetti, Gandolfi, Rossi & Bertolani, 2005
    - Necopinatidae Ramazzotti & Maucci, 1983 (? incertae sedis)
    - Richtersiidae Guidetti, Rebecchi, Bertolani, Jönsson, Kristensen & Cesari, 2016[14]
- Отряд Isohypsibioidea Sands et al., 2008[1]
  - Надсемейство Isohypsibioidea Sands et al., 2008
    - Isohypsibiidae Sands et al., 2008